# Marty Roebuck
Martin Clive Roebuck (Sídney, 10 de enero de 1965) es un fisioterapeuta y ex–jugador australiano de rugby que se desempeñaba como fullback.

## Selección nacional
Fue convocado a los Wallabies por primera vez en julio de 1991 para enfrentar a los Dragones rojos y disputó su último partido en noviembre de 1993 ante Les Bleus. En total jugó 23 partidos y marcó 114 puntos.

### Participaciones en Copas del Mundo
Solo disputó una Copa del Mundo; Inglaterra 1991 donde los Wallabies ganaron su grupo eliminando a Gales y los Pumas en cuartos de final eliminaron al XV del Trébol con un try agónico de Michael Lynagh en el último minuto, en semifinales derrotaron a los All Blacks en una fantástico partido y con las actuaciones destacadas de David Campese y Tim Horan. Finalmente se consagraron campeones del Mundo por primera vez en su historia, al vencer a los locales; el XV de la Rosa con un try de Tony Daly.
| Mundial                       | Sede       | Resultado | PJ | Tries |
| ----------------------------- | ---------- | --------- | -- | ----- |
| Copa Mundial de Rugby de 1991 | Inglaterra | Campeón   | 6  | 2     |